# Chariton (Iowa)
|  | Dieser Artikel wurde aufgrund von inhaltlichen Mängeln auf der Qualitätssicherungsseite des Projektes USA eingetragen. Hilf mit, die Qualität dieses Artikels auf ein akzeptables Niveau zu bringen, und beteilige dich an der Diskussion! Eine nähere Beschreibung der zu behebenden Mängel fehlt. |

Chariton ist eine Stadt im Süden des US-Bundesstaates Iowa im Lucas County.
Sie wurde 1857 gegründet und ist County Seat (Verwaltungssitz) des Lucas County.
Chariton hatte bei der Volkszählung im Jahr 2020 des US Census Bureau 4.193 Einwohner.

## Geschichte
Chariton war ein Zentrum der Uhrenherstellung zwischen den 1860er Jahren und dem 20. Jahrhundert.

## Söhne und Töchter der Stadt
- Mortimer Wilson (1876–1932), Komponist
- Lyle Tuttle (1931–2019), Tätowierer
- T. J. Hockenson (* 1997), American-Football-Spieler